# Edinburgh-aftalen
Edinburgh-aftalen eller Edinburgh-afgørelsen blev vedtaget af EU's stats- og regeringschefer på Det Europæiske Råds møde i Edinburgh den 11.-12. december 1992 og er en særordning vedrørende Danmarks medlemskab af Den Europæiske Union.
Aftalen indeholder de fire danske forbehold, som de danske politikere var blevet enige i et såkaldt Nationalt Kompromis efter danskernes nej til Maastricht-traktaten den 2. juni 1992. Edinburgh-aftalen var til folkeafstemning i Danmark den 18. maj 1993.

## Aftalens punkter
- Danmark deltager ikke i den fælles forsvarspolitik og i WEU, hvor landet dog har observatørstatus.
- Danmark deltager ikke i møntunionens 3. fase (euroen), bevarer muligheden for at føre selvstændig penge- og valutakurspolitik, men deltager fortsat i EMS-samarbejdet
- Danmark tager forbehold for unionsborgerskabet, der bliver et supplement til dansk statsborgerskab og således ikke erstatter det
- Danmark deltager fuldt ud i politi- og asylsamarbejdet, men udelukkende på mellemstatsligt niveau
- Danmark tager forbehold over for unionsmålsætningen
- De danske særordninger gælder indtil Danmark selv ønsker at ophæve dele af denne eller alle forbeholdene. Danmark kan tillige opretholde den gældende lovgivning for sommerhuse, samt opretholde sin nationale kulturstøtte. Desuden krav om større åbenhed og demokrati, samt større respekt for nærhedsprincippet (også kaldet subsidiaritetsprincippet).